# Windows NT 4.0
Windows NT 4.0 (1996) (chiamato in codice Shell Update Release) fu la seconda versione principale della famiglia Windows NT, distribuita il 24 agosto 1996. Fu un sistema operativo a 32-bit disponibile nelle edizioni workstation e server. Tra le novità di rilievo spicca l'introduzione della shell grafica Explorer già introdotta con Windows 95. La sigla "NT", pur senza dichiarazioni ufficiali da parte di Microsoft, era nota come acronimo di "New Technology".
Sebbene fosse più stabile di Windows 95, richiedeva maggiori risorse di calcolo e memoria, risultando meno adatto alle esigenze della maggior parte degli utenti. La stabilità migliorata era garantita dalla virtualizzazione dell'hardware, a cui era possibile accedere tramite apposite API anziché direttamente, come accadeva invece con MS-DOS e Windows 95. Questa innovazione, di contro, produceva maggior overhead e rallentava alcune applicazioni, soprattutto i giochi.
Il rilascio della versione successiva, Windows 2000, mise a punto alcuni degli ormai crescenti problemi di sicurezza che Windows NT 4.0 presentava. Successivamente, l'arrivo sul mercato di Windows XP (2001), insieme alla disponibilità di hardware sufficientemente potente da rendere trascurabili i problemi di overhead delle API, decretò l'unificazione del sistema operativo Windows in un'unica linea sviluppata sulla stessa base di codice.

## Sviluppo
Già dopo la distribuzione di Windows 95 Microsoft incominciò a lavorare su una shell per Windows NT 3.51 che semplificasse l'uso dell'ultima edizione di Windows NT. Molto probabilmente nel settembre 1995, Microsoft incominciò a sviluppare il nuovo sistema operativo previsto per l'anno successivo. Lavorò prima sull'includere di default la shell Cairo utilizzata in Windows 95. Di questa edizione non si hanno molte notizie, ma esiste qualche screenshot.
Cairo NT 4.0 era stato distribuito a poche settimane dall'avvento di Windows NT 3.51 e Windows 95 sul mercato, perché tutti desideravano una versione di Windows NT con l'interfaccia grafica di Windows 95. Nel settembre del 1995 fu dunque distribuito Windows NT 4.0 alpha (build 1130). Era ancora dotato di NewShell, la nuova interfaccia per NT 3.51; inoltre, Paint includeva ancora i vecchi simboli degli strumenti per dipingere, e ancora si chiamava Paint Brush. Esplora risorse non fu incluso nel menu di avvio, dove si trovavano ancora i vecchi applicativi di Program Manager. Il sistema era dotato del Pannello di controllo, in Risorse del computer.
Anche Windows NT 4.0, ebbe numerose versioni in beta, fino all'agosto 1996 quando fu completato.
La Beta 1 integrava già la nuova interfaccia grafica di Windows 95, sia pure non ancora finalizzata.
Nonostante la rassomiglianze con Windows 95, il nucleo del sistema era simile a quello di Windows NT 3.51, con il quale condivideva diverse voci ed icone, rimaste invariate. Il modulo software, inoltre, non era completo e definitivo.
Dopo la Beta 1, non furono introdotte numerose innovazioni. Solo con la distribuzione della beta 2 – nelle versioni Workstation e Server – nel maggio 1996, circa 3 mesi prima della data di distribuzione finale, comparvero alcune importanti innovazioni.
Il numero di driver ottimizzati era maggiore, e maggiore la compatibilità con il sistema finale (Windows NT 4.0). Ma anche nel menu Start lo stile NT 3.51 scomparve, lasciando il posto allo stile di NT 4.0. Dopo la build di debug (build 1381) viene distribuita la versione finale.
La sigla CairoNT continuerà fino alla versione 5.0 (distribuita come Windows 2000), il cui nome sarà Cairo NT5 (ex memphis).

## Caratteristiche e novità

Il boot della prima beta

Windows NT era un sistema operativo ad interfaccia grafica dotato di multitasking preemptive, multi-utente. A differenza delle versioni del ramo Windows 9x, non dipendeva da MS-DOS per funzionare. Supportava inoltre sistemi multi-processore simmetrico.
Novità immediatamente riconoscibile della versione 4.0 fu l'incorporazione dell'interfaccia utente di Windows 95, compresa la shell grafica Windows Explorer (conosciuta come Windows NT Explorer).
L'edizione server includeva inoltre il web server Internet Information Services nella versione 2.0 con supporto nativo alle estensioni del server di Microsoft FrontPage.
Fu incluso anche Microsoft Transaction Server per le applicazioni di rete e Microsoft Message Queuing (MSMQ), per la comunicazione interprocesso.
Un cambiamento significativo rispetto alle precedenti versioni di Windows NT fu l'incorporazione dell'API Graphics Device Interface (GDI) a livello di kernel per velocizzare il disegno a video dell'interfaccia grafica utente, con un guadagno di prestazioni rispetto a Windows NT 3.51. Questa modifica richiedeva tuttavia che anche i driver grafici fossero caricati a livello di kernel, comportando potenziali problemi di stabilità.
Windows NT 4.0 supportava le librerie grafiche DirectX 3.0. Nessun aggiornamento alle nuove versioni fu mai distribuito ufficialmente, sebbene siano reperibili in rete versioni beta di aggiornamenti a DirectX 5.0.

## Aggiornamenti e Service Pack
I service pack erano pacchetti software che includevano al loro interno gli aggiornamenti precedentemente rilasciati per il sistema operativo, facilitando le operazioni di aggiornamento delle installazioni in circolazione. Durante il ciclo di vita di Windows NT 4.0 furono rilasciati diversi service pack:
| Software                             | Date             |
| ------------------------------------ | ---------------- |
| Release To Manufacturing             | 29 luglio 1996   |
| General Release                      | 24 agosto 1996   |
| Service Pack 1                       | 16 ottobre 1996  |
| Service Pack 2                       | 14 dicembre 1996 |
| Service Pack 3                       | 15 maggio 1997   |
| Service Pack 4                       | 25 ottobre 1998  |
| Service Pack 5                       | 4 maggio 1999    |
| Service Pack 6                       | 22 novembre 1999 |
| Service Pack 6a                      | 30 novembre 1999 |
| Post Service Pack 6a Security Rollup | 26 luglio 2001   |

Il SP7 fu progettato nei primi mesi del 2001, ma fu rilasciato come aggiornamento di protezione cumulativo al SP6a con il nome di Post SP6a Security Rollup.
Alcuni service pack includevano nuove funzionalità, tra cui: nuove versioni di Internet Information Services (3.0 e 4.0), il supporto per le Active Server Pages, chiavi pubbliche e certificati, smart card, supporto ai multiprocessori, scalabilità, sistema clustering ed il supporto al component object model (COM).

## Edizioni
La versione 4.0 è l'ultima piattaforma, ufficialmente supportata, ad essere sviluppata anche per processori diversi dal x86 (se escludiamo il futuro Itanium con Windows 2000), includendo DEC Alpha, MIPS e PowerPC. Per DEC Alpha furono distribuiti anche tutti i Service Pack. 

Avvio di Windows NT 4.0 Workstation

### Server
- Windows NT 4.0 Server 1996
- Windows NT 4.0 Server, Enterprise Edition, 1997 (Basato sul Service Pack 3)
- Windows NT 4.0 Terminal Server, chiamato di codice "Hydra", 1998 (Basato sul Service Pack 3)

### Altre
- Windows NT 4.0 Workstation, 1996
- Windows NT 4.0 Embedded, 1999 (Basato sul Service Pack 5)

## Sicurezza
Non esisteva un fix al problema MS03-010 perché la Microsoft affermò che: "A causa delle differenze architetturali tra Windows NT 4.0 e Windows 2000, non è fattibile ricompilare i programmi per Windows NT 4.0 in modo da eliminare questa vulnerabilità."
Microsoft suggerì di utilizzare un firewall per proteggere la porta 135.

## Curiosità
Il suono di avvio di Windows NT 4.0 era udibile all'avvio dell'installazione di Windows 98 e Windows Me, se questa era lanciata all'interno di un ambiente Windows.